# 비택멸
비택멸(非擇滅, 산스크리트어: apratisajkhyā-nirodha) 또는 비택멸무위(非擇滅無爲)는 부파불교의 설일체유부의 5위 75법 가운데 허공(虛空) · 택멸(擇滅) · 비택멸(非擇滅)의 3무위(三無爲) 중의 하나이고, 또한 유식유가행파의 5위 100법 가운데 허공(虛空) · 택멸(擇滅) · 비택멸(非擇滅) · 부동(不動) · 상수멸(想受滅) · 진여(眞如)의 6무위(六無爲) 중의 하나이다.
설일체유부에 따르면, 택멸은 무루의 지혜가 4성제를 개별적으로 간택함으로써 획득되는 멸(滅) 즉 열반(涅槃)임에 비해, 비택멸은 무루의 지혜의 간택력에 의하지 않고 저절로 멸(滅)이 획득되는 무위이다.

## 설일체유부
설일체유부의 교학에 따르면 일체의 존재(법)는 과거 · 현재 · 미래의 삼세(三世)에 걸쳐 실재하는데 일정한 조건이 충족되면 미래의 법이 현재화된다, 즉 현재에서 생겨난다. 반면 그 같은 조건이 결여되면 영원히 미래에 머물게 된다. 이것은 생겨나지 않았기 때문에 소멸하지도 않으며 따라서 불생불멸이다. 설일체유부에서는 이러한 법도 일종의 무위법으로 보았다.
이러한 경우에 해당하는 구체적인 예를 들기 전에 먼저 다음과 같은 세 가지 전제를 유념하는 것이 필요하다.
1. 설일체유부의 교학에 따르면, 일체의 법은 과거 · 현재 · 미래의 삼세(三世)에 걸쳐 실재하는데 일정한 조건이 충족되면 미래의 법이 현재화된다.
2. 설일체유부의 교학에 따르면, 대상[境]과 근(根)과 심(心, 즉 6識)의 세 가지 법이 화합하여야만 현재의 인식이 성립된다. 그리고, 이러한 화합이 일어날 수 있는 상태를 인연이 모두 갖추어진 것이라고 한다.
3. 설일체유부의 교학에 따르면, 현재의 인식이 성립된다는 것은 인연이 모두 갖추어졌기 때문에 미래의 심(心, 즉 6識)이 모두 현재에 나타나는 것이다. 즉, 미래의 심(心, 즉 6識)이 현재의 심(心, 즉 6識)이 되는 것이다. 이것을 '생겨나다[生]'라고 한다.

이러한 전제하에 예를 들면,
안근(眼根)과 심(心, 즉 6識)이 하나의 색(色)에 전념(專念, concentrate)할 때는 그 밖의 다른 색 · 성 · 향 · 미 · 촉의 경계[境]는 그대로 과거로 낙사(落謝)한다. 원래 이들 다섯 경계[境]를 반연(攀緣)하여 현재의 인식으로 성립되었어야 할 '미래의 5식(識)'의 경우, 이들 다섯 경계[境]들이 과거로 낙사(落謝)해버렸기 때문에 인식할 대상[境]이 없어진 상태에 처하게 된다. 따라서 이들 '미래의 5식(識)'은 현재의 인식으로 성립되지 못한다. 따라서 이들 '미래의 5식(識)'은 그냥 미래에 머물러 있게 된다. 즉, 인연이 결여되었기 때문에 이들 '미래의 5식(識)'은 현재에 나타나지 못하는 것이다. 이들 '미래의 5식(識)'은 생겨나지 않았기 때문에 소멸하지도 않으며 따라서 불생불멸이다.
이러한 논리하에서, 이 같은 경우의 '미래의 5식(識)'과 같은 법들을 설일체유부에서는 무위법으로 보았다.

## 참고 문헌
- 운허.  동국역경원 편집, 편집. 《불교 사전》. |title=에 외부 링크가 있음 (도움말)
- 세친 지음, 현장 한역, 권오민 번역. 《아비달마구사론》. 한글대장경 검색시스템 - 전자불전연구소 / 동국역경원. |title=에 외부 링크가 있음 (도움말)
- (중국어) 星雲. 《佛光大辭典(불광대사전)》 3판. |title=에 외부 링크가 있음 (도움말)